# Andy Cole
Andrew Alexander Cole (Nottingham, 15. listopada 1971.) je bivši engleski nogometaš koji je igrao na poziciji napadača. Profesionalna karijera mu je trajala od 1988. do 2008., a najviše je zapamćen po vremenu provedenom u Manchester Unitedu s kojim je osvojio osam glavnih trofeja, uključujući i Trebl 1999.